# Hans Weigand

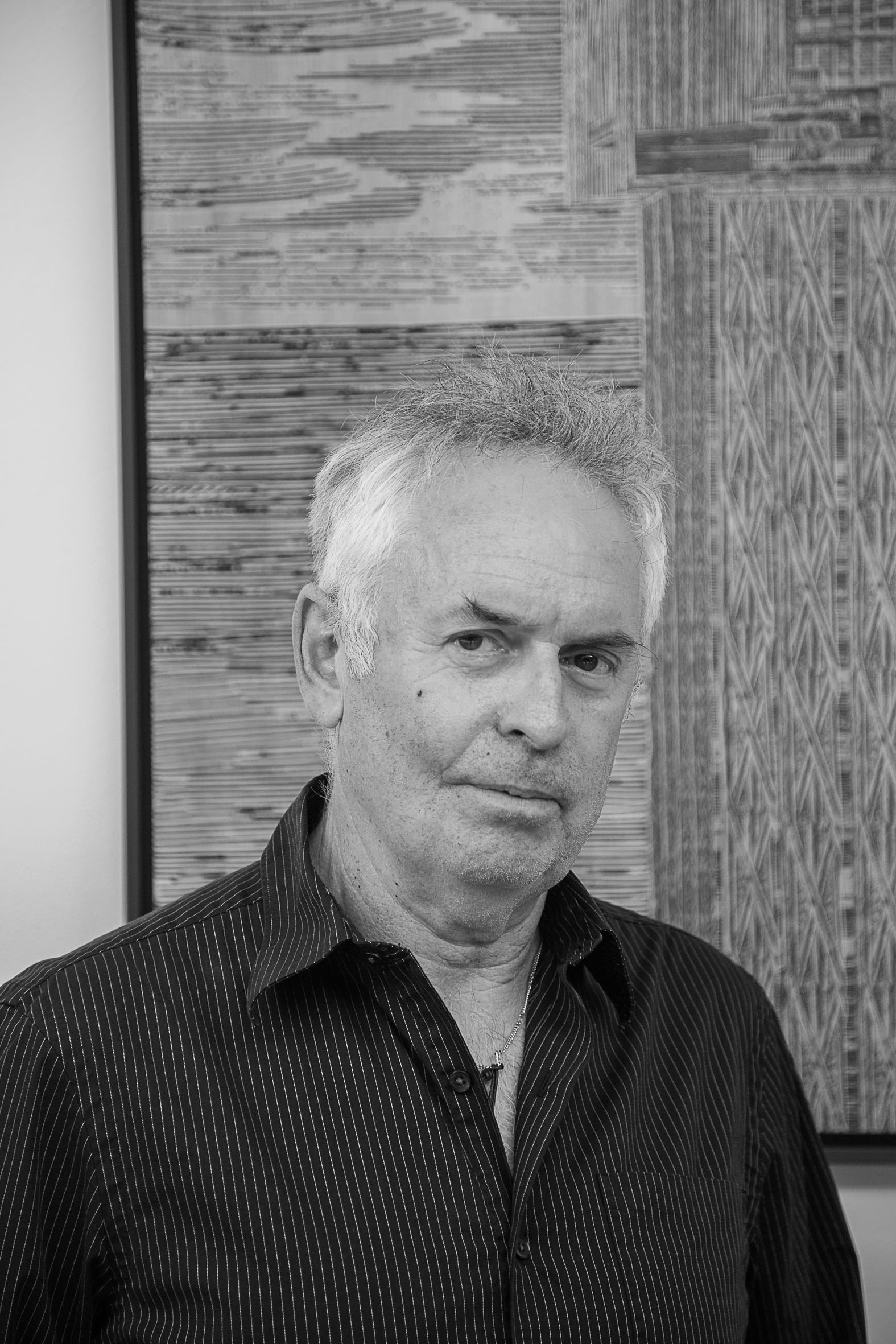
Hans Weigand, 2019

Hans Weigand (* 26. Juni 1954 in Hall in Tirol) ist ein österreichischer Gegenwartskünstler.

## Leben
Hans Weigand wuchs in Absam Tirol auf. Von 1978 bis 1983 belegte er ein Studium an der Universität für angewandte Kunst Wien bei Oswald Oberhuber.
Geprägt durch die westamerikanische Kunstszene – 1999 realisierte er mit Raymond Pettibon und Jason Rhoades die Installation Life / Boat im MAK Center for Art and Architecture, Los Angeles – und die musikalische Subkultur, griff Hans Weigand Persönlichkeiten der Medien und Popkultur auf. Als Grenzgänger zwischen bildender und angewandter Kunst lotet er Identitäten und Projektionsflächen der Gesellschaft aus und reagiert auf Phänomene des Alltags, die er in utopisch anmutenden Szenarien ad absurdum führt. Motive aus Religion und Krieg, Katastrophen- und Gewaltszenen, Anleihen aus Comic und Film, die Welt der Surfer, Naturkulissen und Stadtlandschaften ergeben ein Panoptikum der Gegenwart.
So rückt er banalen Alltagsphänomenen etwa mit Groschenromanen und Filmklassikern zu Leibe („Cotton 2001“) und arbeitet stets gemeinsame Codes und Strukturen heraus. Zahlreiche Kooperationen ergänzen Weigands gattungsübergreifenden Werkbegriff.
In den 1980er Jahren spielte Hans Weigand Gitarre in der Wiener Künstlerband Pas Paravant. Gemeinsam mit Heimo Zobernig gründete Weigand das Duo „Avoi-dance“. In den 1990er Jahren lernte er den US-amerikanischen Zeichner Raymond Pettibon kennen. Weigand, Pettibon, Albert Mayr und Johann Neumeister gründeten die Band „Crincum Crancum“.
Weigands Werk wird seit 1978 in internationalen Einzel- und Gruppenausstellungen in Galerien und Museen gezeigt. Er lebt und arbeitet in Wien und St. Martin an der Raab.
2022 wurden zahlreiche sozial- und gesellschaftskritische Werke Weigands in der Ausstellung "Rider in the Storm" in der Wiener Albertina gezeigt.

## Kunst im öffentlichen Raum
- Hans Weigand - Sozial (1999), SOWI Innsbruck[3]
- Künstlerische Lichtgestaltung Parkhotel (Hall in Tirol) 2003[4]
- „Kunst am Bau“ in Kaltenbach 2018[5]
- Wellenbrecher von Hans Weigand; Skulpturen im öffentlichen Raum, Viertel 2 2014[6]

## Auszeichnungen
- 1993 outstanding artist award – Bildende Kunst, Bundeskanzleramt für Kunst und Kultur, Wien
- 2004 Kunstpreis des Landes Tirol für zeitgenössische Kunst

## Ausstellungen (Auswahl)
- 1998 Hans Weigand SAT Museum Abteiberg, Mönchengladbach[7]
- 1998 Villa Arson, Nizza
- 1999 MAK-Schindler House, Los Angeles
- 2000 Museum Haus Lange, Krefeld
- 2001 Gabriele Senn Galerie, Wien; Secession, Wien
- 2002 Sammlung Hauser und Wirth, St. Gallen; Museum Ludwig, Köln
- 2003 Galerie Ascan Crone Andreas Osarek, Berlin; Gemäldegalerie der Akademie der bildenden Künste Wien;  Opening Gallery NYC; L.Art Galerie Salzburg
- 2005 Gallery 500 und PICA – Portland Institute of Contemporary Art, Portland/USA; Kunstraum Innsbruck; Hans Weigand - Von hier nach dort, Hofgalerie der Neuen Galerie Graz[8]
- 2006 Hans Weigand - eine retrospektivische Personale. Kunstraum Innsbruck[9]
- 2008 Museum der Moderne Salzburg, Malmö Konsthall, Arndt & Partner, Zürich
- 2009 Kunsthaus Zug
- 2010 Galerie im Taxispalais, Innsbruck; Tiroler Landesmuseum Ferdinandeum, Innsbruck; Vortex, MAK - Museum für Angewandte Kunst Wien; Dark Surfing With Sigmund, ACLA, Los Angeles; Deep Water Horizon, University Art Gallery, San Diego, USA; Galerie Konzett, Wien
- 2012 Hans Weigand, Gabriele Senn Galerie, Wien; Go West, Galerie Marenzi, Leibnitz; Vinofaktur, Vogau; Z in Vortex. Galerie Z, Hard, Tirol; „Dark Surfing with Sigmund“ & More, Galerie Konzett, Wien
- 2013 "Interstellar Overdrive" Kunst an der Grenze, Jennersdorf[10]; Hans Weigand, Hotel Bates, Atelier Contemporary, Graz
- 2015 Hans Weigand Surfing[11][12], 21er Haus, Wien
- 2016 „After The Gold Rush“ in der RLB Kunstbrücke.[13]
- 2017 Hans Weigand: Die Spielgefährten des Meeres, Galerie Senn[14]; Hans Weigand - On the road again, Gerberhaus Fehring - Kultur und Kommunikation, Petra Werkovits Fehring
- 2018 Erwin Wurm / Hans Weigand, Galerie Gaudens - Pedit (Kitzbühel)
- 2020 Hans Weigand, Gabriele Senn Galerie, Wien: Tales from the End of the Road
- 2022 Hans Weigand. Rider in the Storm, Albertina Museum, Wien[15]

## Performance
- 2014 Demon Brothers von Hans Weigand, 21er Haus, Wien

## Musik
- 2010 Mak Niteo Special, Raymond Pettibon, Hans Weigand[16]
- 2011 Hans Weigand - Out of the Dark @ Galerie Crone[17]
- 2015 Hans Weigand|Surfing: Feature zur Ausstellung Hans Weigand - Surfing im 21er Haus, Wien[18]
- 2015 Mak Radikal 001, Raymond Pettibon, Hans Weigand[19]
- 2018 Doppelleben - Bildende Künstler_innen machen Musik, mumok Wien[20]

## Öffentliche Sammlungen
- Generali Foundation[21]
- Digitale Sammlung Belvedere, Wien[22]
- Sammlung Hauser und Wirth, St. Gallen;
- Sammlung Cserni[23]
- RLB Kunstbrücke Innsbruck[24]